# Ploegsteert
Ploegsteert är en ort i Belgien.   Den ligger i provinsen Hainaut och regionen Vallonien, i den västra delen av landet, 100 km väster om huvudstaden Bryssel. Ploegsteert ligger 19 meter över havet och antalet invånare är 1 878.
Terrängen runt Ploegsteert är platt. Runt Ploegsteert är det tätbefolkat, med 257 invånare per kvadratkilometer.. Närmaste större samhälle är Wervik, 12,6 km nordost om Ploegsteert.
Trakten runt Ploegsteert består till största delen av jordbruksmark.